# Tirreno-Adriático 1995
La XXX edición del Tirreno-Adriático se disputó entre el 8 y el 15 de marzo de 1995 con un recorrido de 1.422 kilómetros con salida en San Giuseppe Vesuviano y llegada a San Benedetto del Tronto. El ganador de la carrera fue el italiano Stefano Colage del ZG Mobili.

## Etapas
| Etapa | Fecha       | Recorrido                            | km    | Ganador             | Líder               |
| ----- | ----------- | ------------------------------------ | ----- | ------------------- | ------------------- |
| 1ª    | 8 de marzo  | San Giuseppe Vesuviano - Pompeia     | 174,0 | Erik Zabel          | Erik Zabel          |
| 2ª    | 9 de marzo  | Cassino - Ferentino                  | 182,0 | Maximilian Sciandri | Maximilian Sciandri |
| 3ª    | 10 de marzo | Anagni - Santa Marinella             | 167,0 | Nicola Minali       | Maximilian Sciandri |
| 4ª    | 11 de marzo | Santa Severa - Sorano                | 200,0 | Stefano Colage      | Stefano Colage      |
| 5ª    | 12 de marzo | Porto S.Stefano - Soriano nel Cimino | 175,0 | Gianluca Pierobon   | Stefano Colage      |
| 6ª    | 13 de marzo | Terni - Comunanza                    | 180,0 | Nicola Minali       | Stefano Colage      |
| 7ª    | 14 de marzo | Monte Urano - Torre San Patrizio     | 180,0 | Stefano Zanini      | Stefano Colage      |
| 8ª    | 15 de marzo | S.B del Tronto - S.B del Tronto      | 164,0 | Ján Svorada         | Stefano Colage      |

## Clasificaciones finales

### General
| Posición | Ciclista           | Equipo              | Tiempo      |
| -------- | ------------------ | ------------------- | ----------- |
| 1        | Stefano Colage     | ZG Mobili           | 37h 35' 39" |
| 2        | Maurizio Fondriest | Lampre-Panaria      | + 22"       |
| 3        | Dimitri Konichev   | Aki                 | + 27"       |
| 4        | Davide Rebellin    | MG Maglificio       | + 29"       |
| 5        | Michele Coppolillo | Navigare-Blue Storm | + 43"       |
| 6        | Gabriele Colombo   | Gewiss-Ballan       | + 49"       |
| 7        | Massimiliano Lelli | Mercatone Uno-Saeco | + 52"       |
| 8        | Simone Borgheresi  | Amore & Vita        | + 57"       |
| 9        | Beat Zberg         | Carrera             | + 1' 01"    |
| 10       | Luca Gelfi         | Brescialat          | + 1' 01"    |